# I Almost Told You That I Loved You
I Almost Told You That I Loved You è una canzone dei Papa Roach, estratta come singolo dal loro sesto album in studio Metamorphosis (2009).

## Lista tracce
1. I Almost Told You That I Loved You (Clean version) - 3:14
2. I Almost Told You That I Loved You (Album version) - 3:14

## Posizioni in classifica
| Classifica (2009)                       | Posizione |
| --------------------------------------- | --------- |
| US Billboard Alternative Songs          | 35        |
| US Billboard Hot Mainstream Rock Tracks | 20        |
| US Billboard Rock Songs                 | 32        |

## Formazione
- Jacoby Shaddix - voce
- Jerry Horton - chitarra
- Tobin Esperance - basso
- Tony Palermo - batteria